# Fučik (planetka)
Fučik 2345 (1974 OS; 1935 BE; 1935 DK; 1938 UH1; 1951 EC2; 1969 QJ; 1972 EG; 1972 GP; 1972 GT; 1975 XH2) je asteroid nacházející se v hlavním pásu, který byl objeven 25. července 1974 sovětskou astronomkou Tamarou Michajlovnou Smirnovovou z Krymské astrofyzikální observatoře na Krymském poloostrově. Byl pojmenován podle českého novináře Julia Fučíka.